# Spondylus multisetosus
Spondylus multisetosus is een tweekleppigensoort uit de familie van de Spondylidae. De wetenschappelijke naam van de soort is voor het eerst geldig gepubliceerd in 1856 door Reeve.
Rechter en linker klep van hetzelfde exemplaar:

Rechter klep
Linker klep